# Liste der Kulturdenkmale im Concelho Vila Real de Santo António
In der Liste der Kulturdenkmale im Concelho Vila Real de Santo António sind alle Kulturdenkmale des portugiesischen Kreises Vila Real de Santo António aufgeführt.

## Kulturdenkmale nach Freguesia

### Vila Nova de Cacela
|   | Offizielle Bezeichnung                              | Beschreibung | Kategorie             | Stufe  | Jahr | Bild |
| - | --------------------------------------------------- | ------------ | --------------------- | ------ | ---- | ---- |
| 1 | Monumentos da Quinta da Nora und Herdade da Marcela |              | Bodendenkmal          | VC-IIP | 1910 |      |
| 2 | Cacela Velha (einschließlich des Castelo de Cacela) |              | gemischte Architektur | IIP    | 1996 |      |
| 3 | Römischer Ofen der Quinta do Muro                   |              | Bodendenkmal          | VC     |      |      |

### Vila Real de Santo António
|   | Offizielle Bezeichnung                              | Beschreibung | Kategorie             | Stufe | Jahr | Bild |
| - | --------------------------------------------------- | ------------ | --------------------- | ----- | ---- | ---- |
| 4 | Pombalinische Bauten von Vila Real de Santo António |              | gemischte Architektur | VC    |      |      |

Legende: PM – Welterbe; MN – Monumento Nacional; IIP – Imóvel de Interesse Público; IIM – Imóvel de Interesse Municipal; VC – Klassifizierung läuft